# ハラホロシャングリラ
ハラホロシャングリラは、1989年に結成された日本の劇団。2007年の公演を最後に活動を休止している。この項目では、かつてプロダクション人力舎で活動していたトリオ「バラライカ」についても記述する。

## 所属していた俳優
- 中野俊成
- 滝裕次郎（バラライカ）
- 松澤仁晶（バラライカ）
- 山本佳希（バラライカ）
- いんげん
- 菊池洋
- 石黒亜実
- 河野景子
- 平川貴美子
- 渡邊美智代
- 川田納梨子
- 吉川勝雄（旧名:白井勝雄）
- 井手規愛
- 松山ケメ子
- 四方田祐輔
- 結木えつこ
- 澤田よしみ
- 神山健太
- 田村直子
- 渡邊巨樹
- 田中博文
- 加島愛
- 金城真

## バラライカ
1989年7月結成。プロダクション人力舎に所属し、1999年頃まで活動。

### メンバー
- 滝 裕次郎（たき ゆうじろう、1967年2月3日（58歳）- ）
  - 現在は、「滝 裕二郎」としてエフ・エム・ジー所属の俳優として活動。
- 松澤 仁晶（まつざわ ひろあき、1964年7月23日（60歳）- ）
  - 現在は、夢工房所属の俳優として活動。
- 山本 佳希（やまもと よしき、1965年5月8日（59歳）- ）
  - 本名、今井 芳樹（いまい よしき）。現在は、舞台役者として活動する傍らでバーのオーナーを務めている。

## 舞台作品
ハラホロシャングリラ
- 想像絶する300円の謎（1989年7月／キッドアイラックホール）
- 君はバカを見たか?（1989年10月／キッドアイラックホール）
- シャカリキ（1990年5月／キッドアイラックホール）
- Poco-Adagio（1991年8月／渋谷109スタジオ）
- Staccato（1992年7月／シアターモリエール）
- ぬりたてのペンキ（1992年12月／原宿ラフォーレミュージアム）
- ちぐはぐ（1993年7月／シアターVアカサカ）
- 考える人（1993年11月／シアターモリエール）
- からっぽなクラゲ（1994年6月／シアターVアカサカ）
- いちばん大事なもの（1994年8月／シアターサンモール）
- 不思議の環（1994年11月／新宿ヴィブランシアター）
- ただそれだけのこと（1995年3月／シアターサンモール）
- KEY WORDS（1995年7月／シアターモリエール）
- どうしようもないもの（1995年12月／シアターサンモール）
- からっぽなクラゲ'96（1996年5月／東京芸術劇場）
- われもの注意（1996年10月／シアターサンモール）
- ScrapBook（1997年5月／シアターサンモール）
- 不思議の環2（1997年11月／シアターサンモール）
- Refresh Room（1998年11月／シアターサンモール）
- Rest Room（1999年6月／シアターサンモール）
- ただそれだけのこと（劇団旗揚げ10周年記念3ヶ月連続公演／1999年11月／シアターサンモール）
- ぬりたてのペンキ（劇団旗揚げ10周年記念3ヶ月連続公演／1999年12月／シアターサンモール）
- われもの注意（劇団旗揚げ10周年記念3ヶ月連続公演／2000年1月／シアターサンモール）
- ラジオ体操の朝（2000年4月／シアターサンモール）
- Duralumin Case（2000年11月／青山円形劇場）
- 受付の女たち（2001年5月／シアターサンモール）
- あなたとホテルに来た理由（2001年11月／シアターサンモール）
- 怖いのキライ!（2002年5月／シアターサンモール）
- ロマンチック ROMANTIQUE（2002年11月／シアターサンモール）
- MISS（2003年8月／紀伊国屋ホール）
- 受付の女たち'04（2004年6月／紀伊国屋ホール）
- ワンダーランド（2004年11月／紀伊国屋ホール）
- ジェスチャーゲーム（2005年6月／紀伊国屋サザンシアター）
- Duralumin Case ジュラルミンケース（2005年11月／シアターサンモール）
- プラス／マイナス／ゼロ（2006年6月／紀伊国屋サザンシアター）
- ピンク（2006年11月／シアターサンモール）
- われもの注意（2007年6月／紀伊国屋サザンシアター）
- ロマンチック（2007年11月／紀伊国屋ホール） - この公演を最後に活動を休止。

バラライカ
- バラライカLIVEVOL.1グラニュー糖は一粒でも甘い（1991年5月／銀座小劇場）
- バラライカLIVEVOL.2（1992年5月／シアターモリエール）

## 出演

### テレビ
ハラホロシャングリラ
- LIVE笑ME（日本テレビ）
- お好み演芸会（NHK総合）
- オールスター100人ビンゴクイズ（テレビ朝日、VTR出演）
- 笑いがいちばん（NHK総合）

バラライカ
- 笑いの王国（テレビ朝日、勝ち抜き新人オーディションコーナー）
- ナベさんミッちゃんのまねまね天国!（テレビ東京、お笑いメジャーリーグ）
- クイズ!当たって25%（TBS、「お笑いつぼみの会」チーム）
- 笑売繁盛!（日本テレビ）
- 爆笑王誕生（日本テレビ）
- 大帝国劇場（TBS）
- オール電リク 平成お笑い王座決定戦（テレビ朝日）
- 演芸ひろば（NHK総合）
- タモリのボキャブラ天国（フジテレビ、投稿作品VTR出演）
- 元旦まで感動生放送!史上最大39時間テレビ「ずっとあなたに見てほしい 年末年始は眠らない」（TBS、目指せ次代のコント覇者!第1回お笑いウェスタンカーニバル）
- 笑コレクション（NHK総合）
- GAHAHAキング 爆笑王決定戦（テレビ朝日）
- タモリのSuperボキャブラ天国（フジテレビ、投稿作品VTR出演）
- 笑いがいちばん（NHK総合）
- あいつ今何してる?（テレビ朝日）

### ライブ
バラライカ
- 新宿アーバン寄席
- 赤坂お笑いオールスターライブ
- 高田文夫杯争奪OWARAIゴールドラッシュ
- 浅草コントカーニバル6組12連発
- バカ爆発!→バカ爆走!

## 受賞歴
バラライカ
- 1992年6月22日 第8回高田文夫杯争奪OWARAIゴールドラッシュ 優勝
- 1992年11月23日 平成4年度第7回NHK新人演芸大賞 優秀賞

## 映像作品

### VHS
ハラホロシャングリラ
- 東芝オリジナル笑バラエティ スチャラカ・バトルロイヤル 「お試し編」

バラライカ
- 笑撃スクランブル
- おわらい バカ爆発! Vol.1 ～4/25・5/27・6/24新宿シアターアプルにて収録～